# Kostel svatého Klementa (Lštění)
Kostel svatého Klementa (Klimenta) se nachází v areálu  hradiště nad Lštěním, o němž se zmiňuje Kosmova kronika k roku 1055. Původně románský kostel byl počátkem 14. století goticky přestavěn. V záznamech ze 14. století je doložen jako farní. Barokní podoba pochází z roku 1730, kdy jej nechal přestavět majitel konopišťského panství Jan Josef hrabě z Vrtby. Poté, co 28. dubna 1970 kulový blesk značně poškodil střechu a věž, prošla stavba v letech 1972–1973 generální opravou. Dne 18. srpna 1974 kostel zasáhlo krupobití, které poničilo především vnější omítky; při jejich opravě byl odkryt gotický portál.
Jednolodní kostel s plochým stropem je na západní straně zakončen věží se čtvercovým půdorysem, která má cibulovitou střechu krytou šindelem. Kolem kostela se nachází hřbitov o rozloze devět arů, na kterém je mimo jiných pohřben mladočeský politik Eduard Grégr. Kostel je společně s areálem hradiště chráněn jako kulturní památka.
Severně od kostela se nachází usedlost, která je číslem popisným 6 přiřazena k místní části Zlenice. V databázi nemovitých památek není budova zmíněna, avšak pod ní ležící stavební parcela č. 41 je do vymezení kulturní památky zahrnuta bez omezení. Ve vymezení kulturní památky naopak chybí st. parcela č. 42 pod kostelem (ačkoliv kostel je v popisu zmíněn jako součást památky) a poz. parcela č. 126 pod hřbitovem a 120/3 kolem hřbitova.
V kostele jsou každou lichou sobotu slouženy bohoslužby.